# 1994 في مصر
فيما يلي قوائم الأحداث التي وقعت خلال عام 1994 في مصر.

## أحداث
- 2 نوفمبر - ضربة البرق في درنكة

## أفلام
من الأفلام التي صدرت هذه السنة في مصر:
- 1 يناير – الإرهابي من إخراج نادر جلال.
- 1 يناير – الجينز
- 1 يناير – الحقيقة اسمها سالم
- 1 يناير – المقامر
- 1 يناير – زيارة السيد الرئيس
- 1 يناير – سارق الفرح من إخراج داود عبد السيد.
- 1 يناير – كشف المستور من إخراج عاطف الطيب.
- 13 مارس – سواق الهانم
- 18 يوليو – الجاسوسة حكمت فهمي من إخراج حسام الدين مصطفى.

## مواليد

### يناير
- 1 يناير – محمد سالم لاعب كرة قدم مصري.
- 1 يناير – محمد عصام الدين لاعب كرة قدم مصري.
- 5 يناير – هنا الزاهد ممثلة مصرية.
- 24 يناير – محمد علاء الدين لاعب كرة قدم مصري.

### فبراير
- 2 فبراير – محمد فتحي لاعب كرة قدم مصري.

### أبريل
- 13 أبريل – محمود كهربا لاعب كرة قدم مصري.

### مايو
- 5 مايو – كنزي عماد الدفراوي لاعبة اسكواش مصرية.

### أغسطس
- 1 أغسطس – آية مجدي لاعبة تنس طاولة قطرية.

### أكتوبر
- 1 أكتوبر – محمود تريزيجيه لاعب كرة قدم مصري.
- 7 أكتوبر – كارمن سليمان مطربة مصرية.

### نوفمبر
- 28 نوفمبر – لارا دبانة

## وفيات

### مارس
- 6 مارس – عبد الكريم صقر (مواليد 1918) لاعب كرة قدم مصري.
- 18 مارس – يحيى شاهين (مواليد 1917) ممثل مصري.
- 26 مارس – وداد حمدي (مواليد 1924)

### أبريل
- 26 أبريل – زين الشرف بنت جميل (مواليد 1916) ملكة الأردن، عقيلة الملك طلال ووالدة الملك الحسين بن طلال.

### مايو
- 7 مايو – باهور لبيب (مواليد 1905)

### يونيو
- 9 يونيو – الأميرة فايزة بنت فؤاد الأول (مواليد 1923)
- 14 يونيو – إسماعيل شيرين (مواليد 1919) دبلوماسي مصري.

### يوليو
- 29 يوليو – دوروثي هودجكن (مواليد 1910) كيميائية بريطانية.

### أغسطس
- 16 أغسطس – علوية جميل (مواليد 1910) ممثلة.

### أكتوبر
- 4 أكتوبر – عفت ناجي (مواليد 1905) رسامة مصرية.

### ديسمبر
- 1 ديسمبر – سامية جمال (مواليد 1924) ممثلة وراقصة شرقية مصرية.